# China Agricultural Economic Review
China Agricultural Economic Review is een internationaal, aan collegiale toetsing onderworpen wetenschappelijk tijdschrift op het gebied van de agro-economie. De naam wordt in literatuurverwijzingen meestal afgekort tot China Agr. Econ. Rev.
Het tijdschrift is opgericht in 2009 en wordt uitgegeven door Emerald Group Publishing, een van oorsprong Britse uitgeverij die in opspraak is gekomen vanwege het dubbel publiceren van artikelen. Het publiceert ongeveer 30 artikelen per jaar.